# Wassermühle Sythen

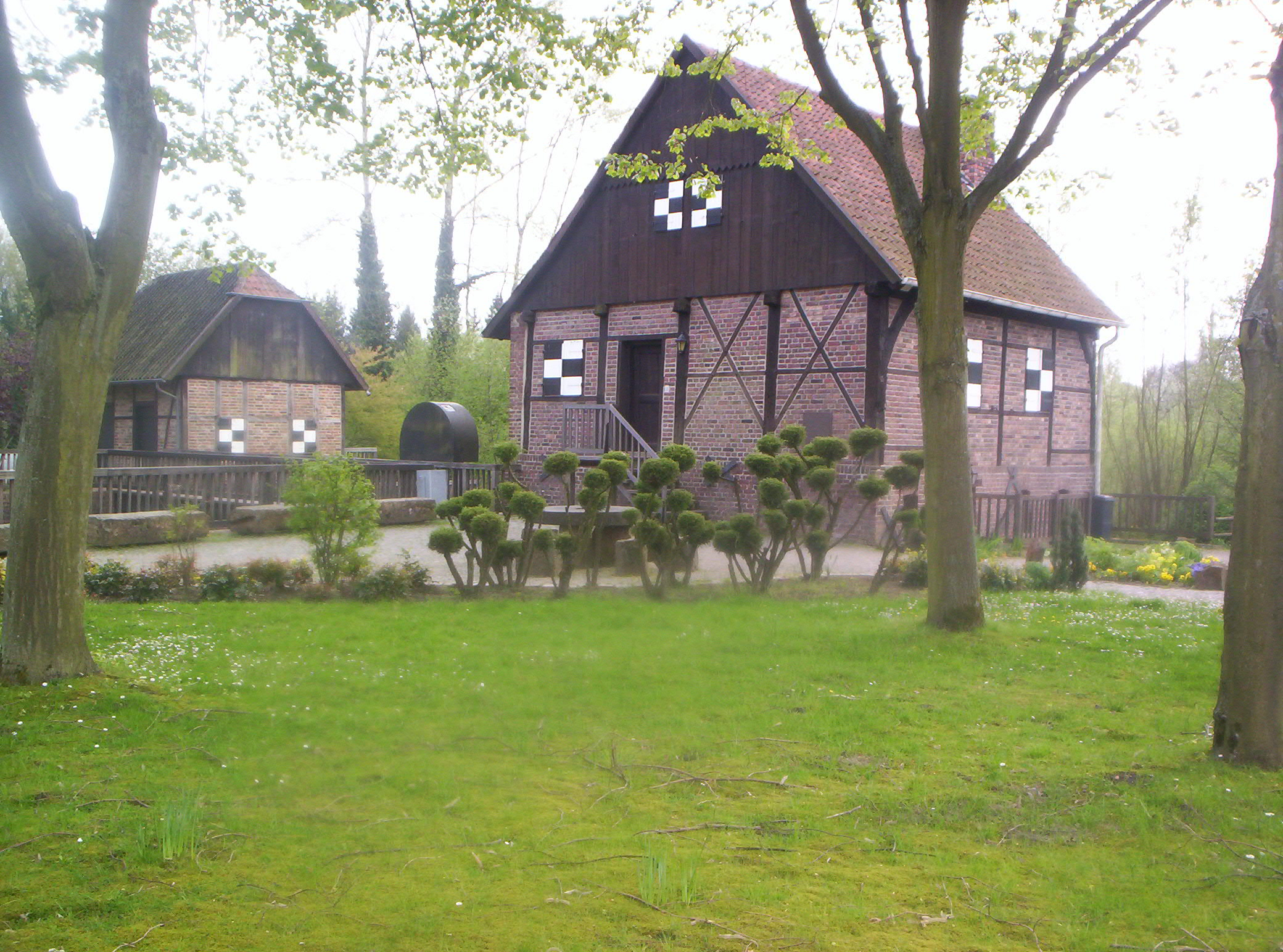
Wassermühle Sythen

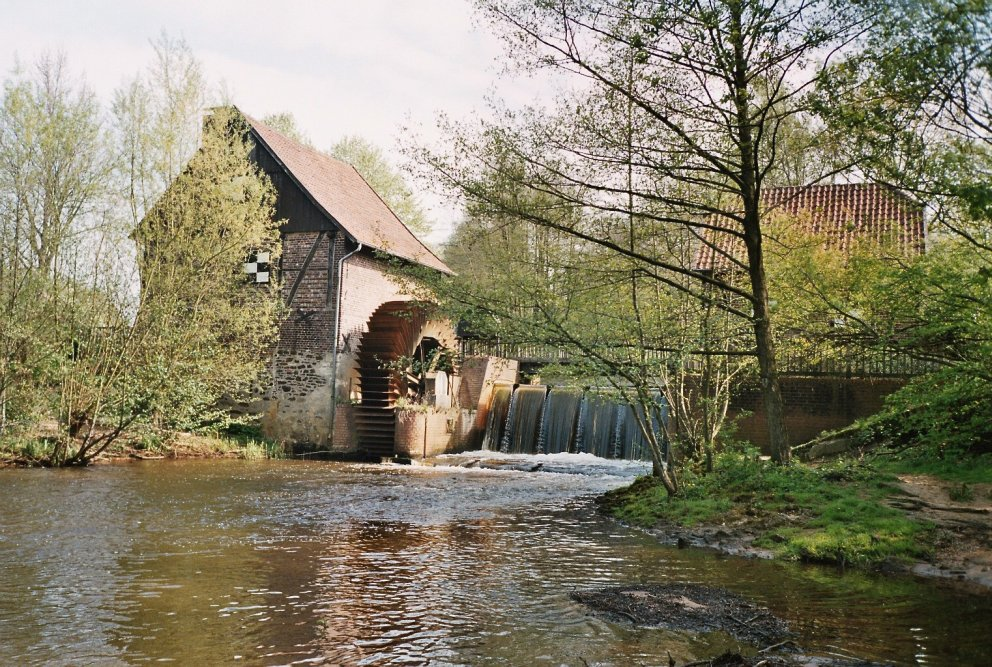
Rückseite mit dem Mühlenbach

Die Wassermühle Sythen in Haltern-Sythen gehörte früher zum Besitz des Bischofs von Münster. 1331 tauschte der Dülmener Burgmann Wessel von Lembeck mit Ehefrau Elisabeth und deren Kinder Wessel, Adolf und Hillegund mehrere Höfe gegen das Haus Sieten (heute Schloss Sythen) nebst Mühle. Die Familie gehört zum Adelsgeschlecht der Grafen von Westerholt, dessen Nachfolger, Carl Otto (Carlo) Graf von und zu Westerholt und Gysenberg, heute noch Eigentümer der Mühle sind.
Das Wasserrad wird von einem aufgestauten Arm des Halterner Mühlenbachs gespeist und treibt inzwischen ein kleines Wasserkraftwerk an. Bei 1600 Litern Wasser pro Stunde liefert es 23 kW, die in das öffentliche Stromnetz eingespeist werden.
In den 1980er Jahren pachtete die Stadt Haltern die ehemalige Korn- und Ölmühle. Der Heimatverein Sythen und der örtliche Angelverein bauten sie mit Hilfe der Sythener Bürger und finanzieller Unterstützung durch Stadt und Graf zu einer Begegnungsstätte aus. Jeden Donnerstagnachmittag wird sie von den Mühlenfrauen des Heimatvereins als Café geöffnet. Daneben wartet sie zum Heidetag oder Deutschen Mühlentag mit Programm auf und wird zur Pflege von Brauchtum wie Nikolausumzug und Panhasessen sowie der plattdeutschen Sprache beim Theater spielen und als Proberaum von Musikkapellen genutzt.